# Epigynopteryx langaria
Epigynopteryx langaria là một loài bướm đêm trong họ Geometridae.